# Apparitions mariales de Banneux
Les apparitions mariales de Banneux désignent les apparitions de la Vierge Marie survenues à Mariette Beco, une petite fille de onze ans, entre le 15 janvier et le 2 mars 1933, près de son domicile, à Banneux, un village au sud de Liège, en Belgique. Ce sont huit apparitions au total, courtes, rassemblant très peu de témoins, qui se déroulent dans ce petit village.
Après une première apparition où la mère de la voyante lui interdit de sortir de la maison (pour voir la « belle dame »), les autres soirs, Mariette Beco anticipe la « venue de la dame » et sort tous les jours prier le chapelet vers 19 h, dans le jardin familial. Là, celle qu'elle identifie comme étant « la Vierge Marie » conduit la jeune fille jusqu'à une petite source située à une centaine de mètres de la maison et lui dit que « cette source est réservée pour elle » (pour l'apparition), « pour toutes les nations, pour soulager les malades ». La voyante est accompagnée chaque soir par une poignée de témoins, curieux ou fidèles qui prient avec elle le chapelet et la suivent dans ses déplacements, l'entendant parler, mais ne voyant rien.
Ces apparitions provoquent peu de remous dans la population et dans la presse (contrairement à celles de Beauraing). Mais très vite, des pèlerins se rendent sur place, viennent prier, boire l'eau de la source, et les témoignages de guérison se multiplient. Les apparitions mariales ayant été reconnues par l’Église comme authentiques en 1949, un sanctuaire y est construit. Le lieu devient un centre de pèlerinage marial très fréquenté avec environ 500 000 visiteurs chaque année. La dévotion à Notre-Dame de Banneux, la « Vierge des Pauvres », se répand très rapidement dans le monde entier. De nombreux malades se rendent sur ce lieu de pèlerinage, encore aujourd'hui.

## Historique

### Le contexte
Banneux est un petit village des Ardennes belges, à vingt kilomètres de la grande ville de Liège. C'est un village pauvre, composé de seulement 325 habitants (en 1933), essentiellement des mineurs et des bûcherons. Mariette Beco est la fille de Julien Beco et de Louise Wégimont. Elle est l'aînée de sept enfants. Elle a onze ans, presque douze, lors des faits. Sur le plan scolaire, elle a deux ans de retard, car elle manque régulièrement les cours pour aider sa mère et sa famille aux tâches quotidiennes. Même pour les leçons de catéchisme que lui donne son aumônier, elle est la dernière de son groupe d'enfants. Ses parents ne sont pas pratiquants, et à la maison, « il y a un climat d'indifférence religieuse complète »,,.
En 1931, la situation économique et politique de la région est préoccupante : la crise économique et financière qui a éclaté en 1929 fait ressentir ses effets parmi les populations modestes et celles du monde ouvrier. L'inquiétude pèse lourdement sur les familles et les personnes isolées. De l'autre côté de la frontière, en Allemagne, le parti Nazi sort gagnant des élections, et le 30 janvier 1933, deux semaines après la première apparition, Adolf Hitler sera nommé chancelier.
Sur le plan religieux, la Belgique a été secouée dans les semaines précédentes (et le sera encore durant de longs mois) par de vives polémiques concernant les apparitions mariales de Beauraing, survenues à quelques kilomètres de Banneux, deux mois avant celles de Banneux. Lors de la dernière apparition du 3 janvier, on estime à 30 000 personnes le nombre de curieux et de fidèles présents autour des voyants. Les apparitions de Banneux vont rester beaucoup plus discrètes.
Le détail de ces apparitions nous est connu par le récit de la voyante, les témoignages des personnes qui l'ont vue et entendue parler à haute voix lors des apparitions, ainsi que les rapports des études canoniques réalisées par l’Église catholique en vue de la reconnaissance des événements. L’abbé Louis Jamin (1898-1961), qui est le chapelain de Banneux, va entendre et observer le premier la jeune voyante.

### Les apparitions

#### Première apparition
La maison de la famille Beco est située sur la route de Louveigné à Pepinster, un peu à l’extérieur du village de Banneux. Le dimanche 15 janvier 1933, vers 19 h, Mariette, onze ans, attend le retour de son frère Julien parti le matin avec des amis. Elle regarde par la fenêtre de la maison pour voir s'il arrive enfin. Dehors il fait très froid : il gèle à -12°, la campagne est recouverte de neige et de glace. Mariette voit « une lumière » dans le jardin, près de la barrière qui conduit sur la route, et elle aperçoit « une belle dame ». Dans un premier temps, elle pense qu'il s'agit d'un reflet de la lampe sur la vitre. Elle se déplace donc pour observer sous un autre angle, mais « la dame est toujours là ». L'enfant alerte sa mère et lui décrit « une belle dame avec une robe blanche et une ceinture bleue ». Sa mère refuse de la croire et se moque d'elle. Mais elle finit par céder aux insistances de sa fille et s'approche pour regarder par la fenêtre. Sa mère voit bien « une forme d'une grandeur normale avec comme un drap sur la tête ». L'enfant insiste : « Elle me sourit, elle est si belle ! », et ajoute « elle avait la tête fort éclairée et comme si cette lumière éclairait tout le corps ». Mariette saisit un chapelet et commence à le réciter tout en regardant l'apparition à travers la vitre. L'apparition remue les lèvres mais l'enfant ne l'entend pas. L'apparition fait signe à Mariette de venir la rejoindre. L'enfant s'apprête à sortir quand sa mère effrayée lui interdit de quitter le domicile et verrouille la porte,,.
Le lendemain l'abbé Louis Jamin est informé de l'histoire, mais il ne prête aucune importance aux dires de la fillette.

#### Seconde apparition

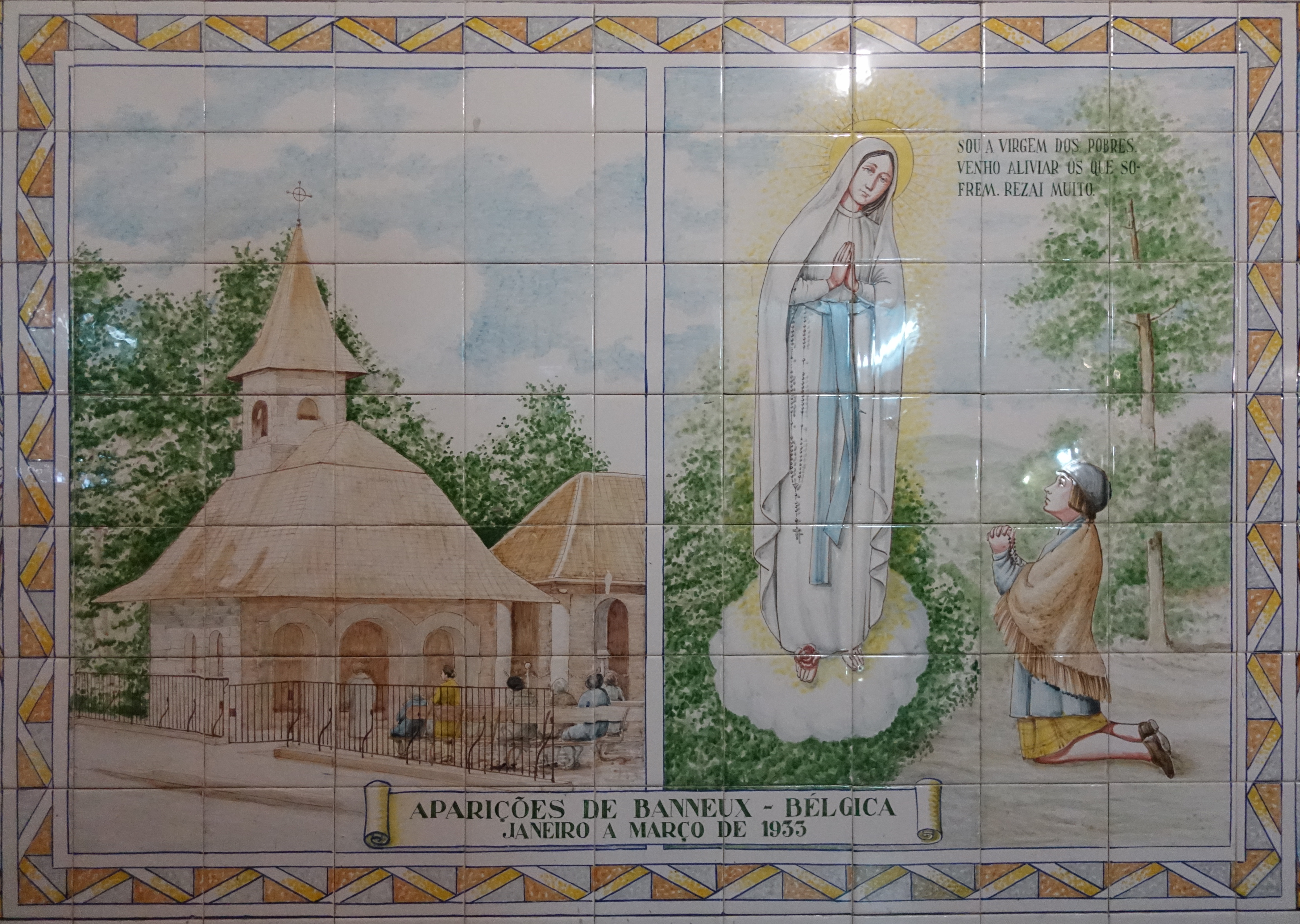
Représentation de l'apparition mariale sur un azulejos dans un sanctuaire du Portugal.

Le mercredi 18 janvier, à 19 h, Mariette sort brusquement dans le jardin. Son père la rejoint, trouve sa fille en prière, à genoux sur le bord du sentier, le chapelet à la main. Mariette aperçoit « un point lumineux » s'approcher à grande vitesse, passer entre les cimes des sapins, grandir, se transformer en silhouette féminine, et s'arrêter près d'elle, à environ 1,50 m. L'apparition rayonne de lumière. Ses mains sont jointes et ses pieds ne reposent pas sur le sol, mais sur une sorte de « nuage lumineux ». L'apparition fait un signe à Mariette et recule pour permettre à la voyante de la suivre. Le père de Mariette alerte le père Jamin du comportement inhabituel de sa fille. Mais le prêtre étant absent, il revient accompagné d'un voisin, Michel Charlesèche et de son fils âgé de onze ans.
Mariette s'engage alors sur la route. Son père l'interpelle : « Mariette, où vas-tu ? ». « Elle m'appelle » lui répond-elle. Son père et ses voisins la suivent alors à distance. Ils voient l'enfant tomber à genoux brutalement deux fois de suite, puis s'agenouiller devant une source, et l'apparition lui dit « Poussez vos mains dans l'eau ! ». Elle s'exécute, et répète à haute voix les paroles qu'elle entend : « Cette source est réservée pour moi… Bonsoir… Au revoir ! ». Et l'apparition disparaît,.
Le même soir, vers 22 h, l'abbé Jamin est de retour et il se rend au domicile familial. Là, le père de famille déclare, à la surprise du curé, qu'il viendra le lendemain se confesser et qu'il irait également à la messe,.

#### Troisième apparition
Le 19 janvier, Mariette sort vers 19 h dans le jardin. Elle se met à genoux et commence à prier le chapelet. Dix-sept personnes sont présentes et l'observent. La voyante s'écrie : « Oh ! la voici ! ». Puis elle interroge l'apparition : « Qui êtes-vous belle Dame ? ». Ce à quoi l'apparition lui répond « Je suis la Vierge des Pauvres ».
Puis Mariette se rend comme la veille à la source, et parvenue sur ce lieu, elle demande à nouveau : « Belle Dame, vous avez dit hier : "Cette source est réservée pour moi". Pourquoi "Pour moi" ? ». La Vierge lui répond en souriant : « Cette source est réservée pour toutes les nations […] pour soulager les malades ». « Merci ! merci ! » s'exclame l'enfant, avant de répéter à voix haute « Je prierai pour toi, au revoir ». Comme la veille, l'apparition s'élève au-dessus des sapins, diminue rapidement de taille avec l'éloignement et disparaît dans la nuit,.
Quand Mariette rentre à la maison, elle demande à ses parents : « Que signifient les mots "nations" et "soulager" ? »,.

#### Quatrième apparition
Le 20 janvier se déroule la quatrième apparition. Celle-ci débute vers 18 h 45, sous le regard de treize témoins dont l'abbé Jamin et deux journalistes. La voyante témoigne que la dame lui demande la construction d'une petite chapelle. La Vierge lui impose les mains « et de sa main droite lui fait un signe de croix ». À la fin de l'apparition, Mariette s'évanouit.
Les jours suivants, Mariette continue de sortir de chez elle à la même heure et de prier le chapelet. Mais rien ne se passe. Son entourage devient sceptique voire moqueur. Des garçons du village s'agenouillent devant elle et lui demandent de les bénir. Certains l'appellent « sainte Bernadette ». Des voisins se détournent de la famille. Le 29 janvier, l'abbé Jamin écrit au doyen de Sprimont : « Ici, les braves gens du village me tiennent pour l'incrédule, et sont très enclins à donner crédit aux témoins. Je suppose que l'affaire n'aura aucune suite et que dans quelques jours, on n'en parlera plus ».

#### Dernières apparitions
Le 11 février, trois semaines après la dernière apparition, Mariette sort vers 19 h, comme chaque jour, pour prier dans le jardin. Six personnes l'accompagnent. L'enfant récite le chapelet et arrive au bout. Elle suggère de dire un second chapelet. Quand elle arrive à la cinquième dizaine, elle tombe subitement à genoux, se relève et se rend à la source, suivie par ses accompagnateurs. Là, elle s'agenouille, trempe son chapelet dans l'eau froide et dit à voix haute « Je viens soulager la souffrance. »,,.
À nouveau, durant plusieurs soirs, Mariette sort prier le chapelet, sans que rien ne se passe. Le 15 février, alors qu'elle prie avec trois autres personnes, elle a une nouvelle vision. La voyante demande à la Vierge « Sainte Vierge, M. le chapelain m'a dit de vous demander un signe ». À cela, l'apparition lui répond « Croyez en moi, je croirai en vous […]. Priez beaucoup, au revoir. ». D'après Mariette, la Vierge lui confie ce soir-là un secret. Les témoins présents rapportent que la jeune fille a pleuré abondamment, prosternée, le visage contre le sol,.
Le 20 février, la voyante tombe à genoux à la fin du second chapelet. Elle entend et rapporte les paroles suivantes : « Ma chère enfant, priez, priez beaucoup ». D'après les témoins, l'apparition dure sept minutes,.
La dernière apparition se produit le 2 mars. C'est la huitième apparition à Mariette Beco. Celle-ci est accompagnée de cinq témoins. L'enfant entend de la dame ces mots : « Je suis la mère du Sauveur, Mère de Dieu. Priez beaucoup. Adieu ». La Vierge impose à nouveau les mains à l'enfant et la bénit d'un signe de croix. L'apparition a duré cinq minutes,.

#### Début des auditions et enquêtes
Très vite, Mariette est interrogée par l'abbé Louis Jamin, chapelain de Banneux. Dès le soir de la seconde apparition, le 18 janvier, il se rend au domicile familial pour entendre les explications de Mariette. Au fur et à mesure du temps, il deviendra plus précis dans ses interrogatoires. Le 3 mars, au lendemain de la dernière apparition, il entend l'enfant pour la huitième fois. L'abbé note que l'enfant témoigne avec clarté et précision, sans jamais se contredire, ni se mettre en avant. Des médecins et des prêtres l'interrogent fréquemment dans les mois qui suivent.
Les témoins, curieux, sympathisants et sceptiques, qui accompagnent Mariette durant les apparitions (du 11 février au 2 mars) ne voient rien, sinon les traits transfigurés de Mariette qui dit son chapelet et semble en conversation avec quelqu’un.
En janvier 1934, à un prêtre qui l'interroge sur les paroles qu'elle aurait entendues de la Vierge Marie, la voyante répond : « Tout ce que la Sainte Vierge vous dit, on ne saurait l'oublier jamais. Mais, j'entends encore toujours dans mon oreille ce qu'elle me disait. Il y avait des mots que je ne comprenais pas. Ceux qui étaient à côté de moi disent que je répétais les mêmes mots à haute voix, et je n'ai jamais su que je le faisais ».
À la suite de la demande de construire « une petite chapelle », un petit édifice est mis en construction. La première pierre est posée le 25 avril 1933, et la chapelle est inaugurée le 15 août 1933, à l'occasion de la fête de l'Assomption.

### Mariette Beco
Son père et sa mère, Julien Beco et Louise Wégimont se sont mariés en 1920. Ils ont élu domicile dans un hameau de Banneux, appelé « La Fange ». La petite Mariette est née un an plus tard, le 25 mars 1921. Elle est la première d'une famille de sept enfants. En tant que fille aînée, elle se trouve souvent obligée d'aider sa famille, si bien qu'elle manque souvent l'école, et à onze ans, elle a déjà deux ans de retard sur le plan scolaire du fait de ses nombreuses absences. Même aux cours de catéchisme, qu'elle suit depuis mai 1931, elle est la dernière de sa classe.
Dans sa famille, il y a un climat d'indifférence religieuse complète. Ce qui est assez courant chez les habitants du village, où l'incrédulité et l'agnosticisme, sont très répandus,. 
Après les apparitions, devenue adulte, Mariette se laisse influencer par ses sœurs qui la dissuadent d'épouser l'homme qu'elle aime. Ses sœurs la poussent à épouser un autre homme qui « l'exploitera ». Finalement Mariette se sépare mais ne divorce pas. Elle souffre beaucoup de cette situation et vient prier seule, la nuit, sur le lieu des apparitions. En 2008, à l’occasion des cérémonies du 75e anniversaire des apparitions, elle charge le chapelain du sanctuaire d’exprimer une dernière parole : « Je n’étais qu’un facteur chargé de remettre un message. Une fois le message remis, le facteur cesse d’avoir de l’importance ».
Elle meurt le 2 décembre 2011, dans une maison de retraite située près du sanctuaire. Elle est enterrée au cimetière de Banneux.

## Suites et conséquences

### Reconnaissance officielle
Un hémiplégique sceptique, Ernest Boutet, est guéri après avoir pris de l'eau à la source (fin mars 1933). Étant donné l’afflux grandissant des visiteurs une enquête canonique diocésaine est ordonnée. 
Une première commission d'enquête canonique est mise en place, présidée par Mgr Leroux, directeur du grand séminaire diocésain. Elle commence ses travaux le 19 mars 1935. Les faits, les déclarations de Mariette et les procès verbaux de l’abbé Jamin sont examinés, et 73 témoins interrogés. Le 18 février 1937, le dossier de 428 pages (plus 21 documents annexes) est transmis à Malines, puis à Rome,. Mais compte tenu des « remous » qu'avaient suscités les apparitions mariales de Beauraing, et l'enquête canonique qui avait suivi, le Saint-Office décida de « réserver son jugement ». Il refusa de se prononcer sur ce dossier lui-aussi.
Le 2 janvier 1942 le Saint-Office autorise Louis-Joseph Kerkhofs, évêque de Liège à se prononcer définitivement. Le 19 mars 1942, l'évêque autorise le culte public à la « Vierge des Pauvres »,.
Une seconde commission diocésaine (du 19 juin 1942 au 15 février 1944) est mise en place pour étudier la personnalité de la voyante et se prononcer définitivement sur l'origine des apparitions. Au cours des vingt réunions de la commission, celle-ci n'auditionne aucun témoin des événements (hormis une personne alléguant une guérison. Certains membres de la commission pensent discerner une « constitution hystérique de la voyante », d'autres évoquent l'hypothèse de la suggestion ou de la supercherie de la part de la voyante. La commission conclut : « Le fait de Banneux n'apparaît "ni certain ni même simplement probable" »,.
L'évêque, surpris des conclusions de cette seconde commission, décide de réunir en 1945, une nouvelle équipe pour former une troisième commission. L'objectif de cette commission est de reprendre les travaux précédents et de produire un exposé argumenté des hypothèses soulevées par ses prédécesseurs. La nouvelle enquête dure plusieurs mois. Le père René Rutten, membre de la commission« reconstitue avec minutie les faits et analyse longuement les difficultés mises en avant par la précédente commission ». Les points de blocage (dont l'accusation d'hystérie) sont démontés, et d'autres éléments positifs sont ajoutés au dossier (notamment des guérisons obtenues à la source, ainsi que des « fruits spirituels » reconnus comme éléments positifs. Cette commission conclut au caractère surnaturel de ce qui s’est passé à Banneux. Après quoi, le 22 août 1949, l’évêque Louis-Joseph Kerkhofs reconnaît alors officiellement la « réalité des faits » survenus à Banneux et dont témoignait la voyante,,,,,.

### Sanctuaire marial de Banneux
Premières guérisons

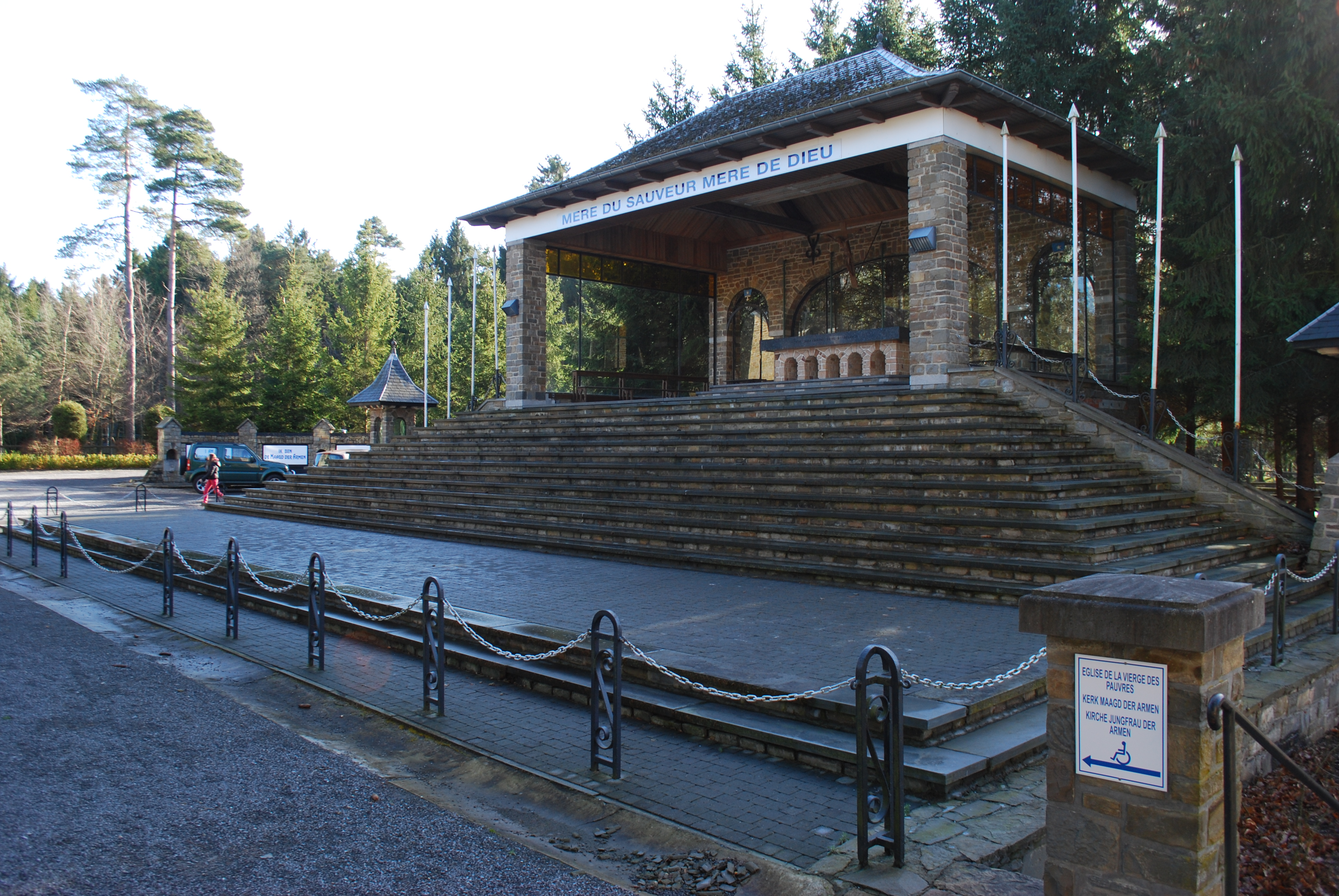
Vue de l'autel situé en bordure de l'esplanade du sanctuaire.

Le premier malade guéri « miraculeusement » est un cultivateur de Louveigné. Cet homme, hémiplégique depuis quinze ans et qui avait abandonné toute pratique religieuse, se rend à la source un soir de mars 1933 et rentre chez lui complètement guéri. Le dimanche suivant, il retourne à l'église, pour la première fois depuis des années. Il restera « un chrétien exemplaire » jusqu'à sa mort en 1949. 
Le premier « miracle » officiellement reconnu est la guérison complète d'une religieuse de Liège : sœur Lutgarde. Elle souffrait d'une décalcification des os prononcée et irréversible. Elle avait absorbé quotidiennement de l'eau de Banneux et sa guérison a été déclarée « inexplicable » par les médecins qui la soignaient (juin 1937). 
Banneux devient petit à petit un centre de spiritualité mariale, « où d'innombrables guérisons corporelles et spirituelles se produisent ». Des centaines de guérisons sont rapportées, aussi bien physiques que psychiques, mais « elles n'ont jamais été validées par un Bureau médical, à la différence de Lourdes », précise Aloys Jousten, évêque de Liège (de 2001 à 2013),.
Construction du sanctuaire

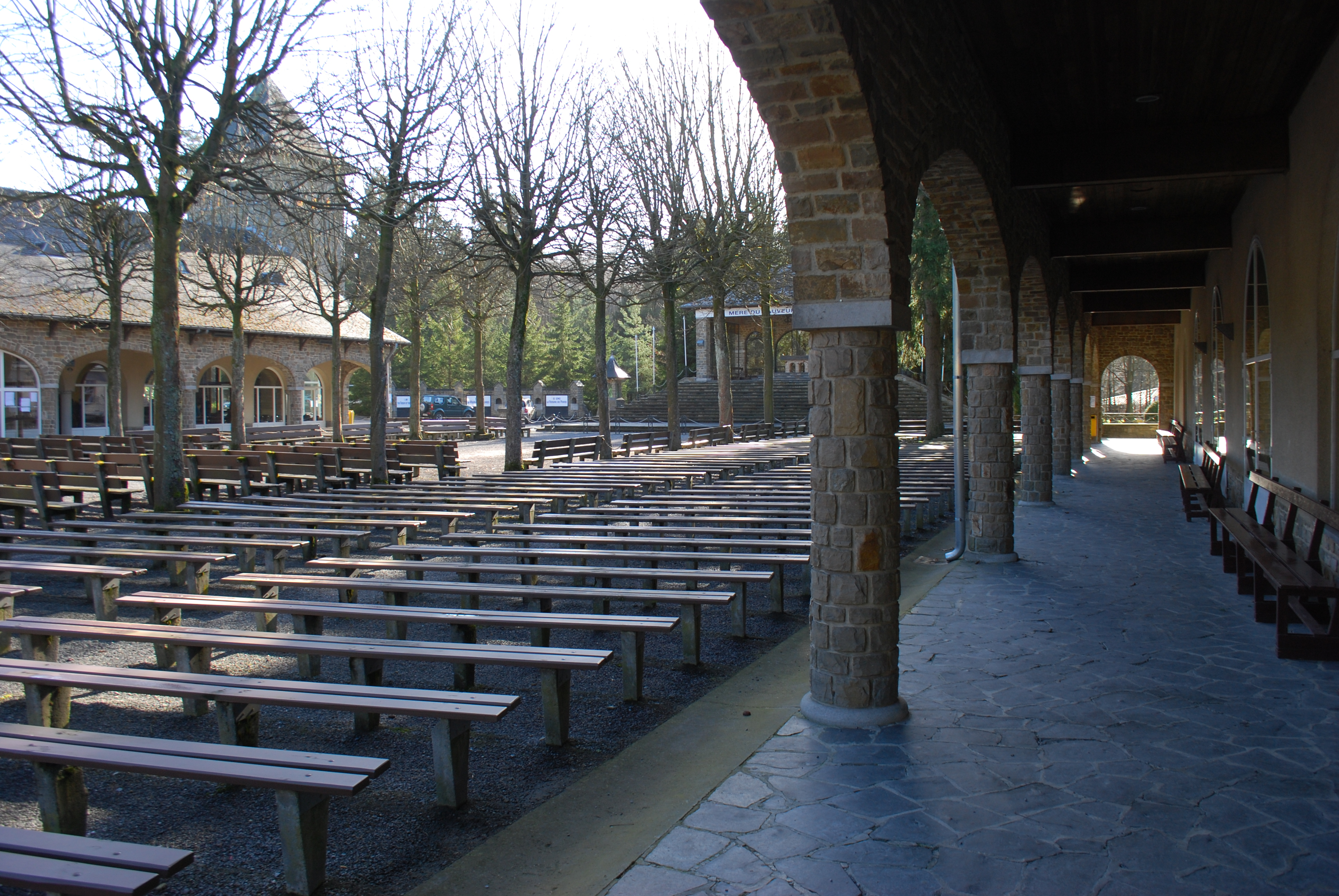
Vue de l'esplanade aménagée aujourd'hui.

La première construction réalisée sur le lieu des apparitions est une chapelle, la « chapelle des apparitions », construite dans les mois suivant la dernière apparition. Elle est inaugurée le 15 août 1933, lors de la fête de l'Assomption de Marie.
Pour répondre à l'arrivée constante et croissante de pèlerins (les premiers pèlerins venaient de Belgique et des pays voisins), et surtout des groupes de malades, une esplanade est créée en 1939. Ainsi, avant même la reconnaissance officielle des apparitions, des constructions de ce qui sera le futur sanctuaire sont réalisées sur les lieux des « apparitions ». Après la reconnaissance officielle des apparitions par l'évêque, un monumental ensemble autour de la « Source » est inauguré en 1958. Cette même année, l'esplanade est agrandie, permettant de faire des célébrations en extérieur.
Pèlerinages

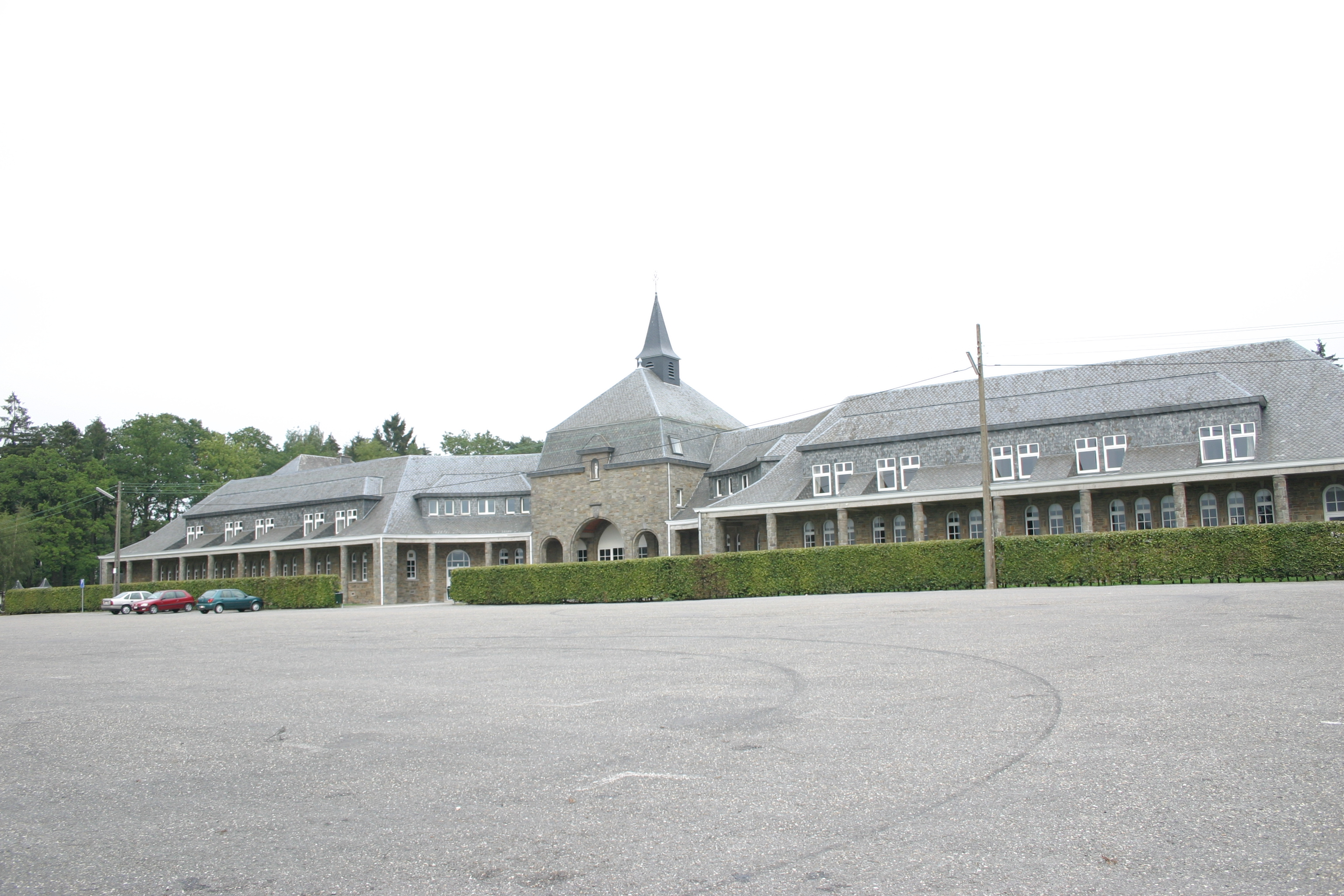
L'hospitalité accueillant les malades.

Le 21 mai 1985, à l'occasion de son voyage en Belgique, le pape Jean-Paul II, se rend à Banneux et y préside une messe,. Il y rencontre également la voyante Mariette Beco.
Aujourd'hui, Banneux-Notre-Dame est fréquenté annuellement par 400 à 500 000 visiteurs ou pèlerins,,,. 
Des « pèlerinages pour les malades » sont organisés sur une durée de trois jours. Ils sont appelés « triduums ». Les malades, hébergés dans l'hospitalité du sanctuaire, sont pris en charge par des bénévoles. Des temps de prières et des célébrations sont organisés spécialement pour eux. Durant la période d'avril à octobre, il est organisé quotidiennement plusieurs célébrations pour les pèlerins et fidèles : célébrations eucharistiques, bénédiction de malades, adoration silencieuse, etc. Des activités sont aussi organisées pour les enfants et les jeunes.

### Vénération et culte marial
En Europe et dans le monde

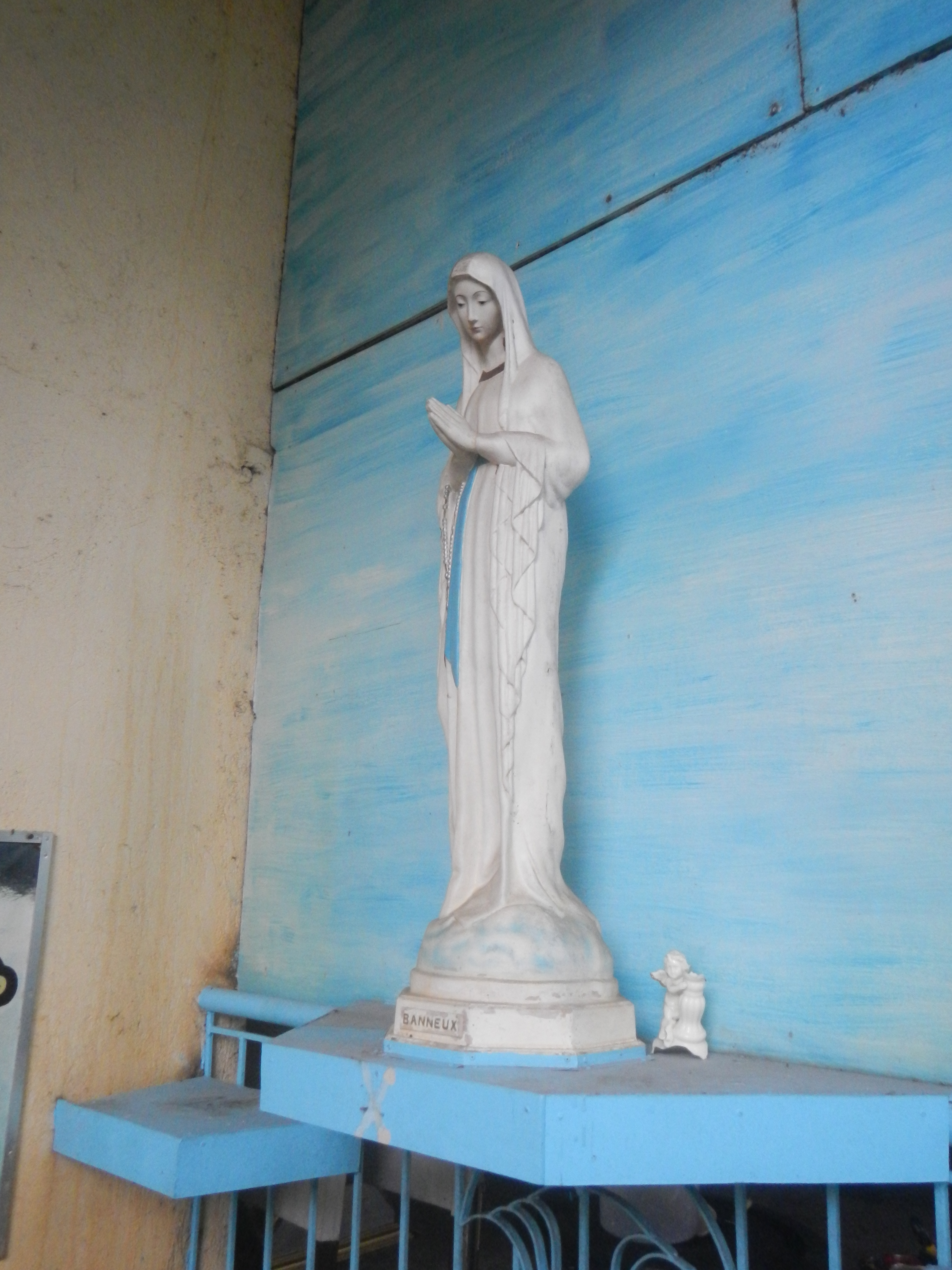
Statue de N.-D. de Banneux installée dans la chapelle du centre de soin Mère Ignatia à Caloocan (Corée du Sud).

Très rapidement après les apparitions, le chapelain Louis Jamin décide la création d'un secrétariat international pour diffuser le message de Banneux à travers le monde. C'est « l'Union Internationale de Prière » (UIP) qui est fondé par l'abbé Jamin et une équipe de laïcs. Cette organisation est approuvée par Kerkhofs le 24 septembre 1934,.
Des sanctuaires dédiés à « Notre-Dame de Banneux » sont érigés à Rome (1952), au Rwanda (1952), à Vandœuvre-lès-Nancy (1953), à Londres (1954), à Laneuville-à-Bayard (1954), à Marbache (1955), à Issy-les-Moulineaux près de Paris (1955), à Kisantu (1960), etc.
Le 14 août 1956, la statue de Notre-Dame de Banneux est solennellement couronnée par Efrem Forni, nonce apostolique en Belgique (en).
Fin 2018, les membres de l'UIP dénombrent 6 700 statues de la « Vierge des pauvres » envoyées dans 134 pays du monde entier. On compte également 21 répliques de la Chapelle des Apparitions, et 70 paroisses consacrées à la Vierge de Banneux sans compter les églises et diocèses qui lui sont consacrés
Congrégations et ordres religieux
Notre-Dame de Banneux, la « Vierge des Pauvres », est également prise comme protectrice de plusieurs congrégations religieuses :
- L'institut séculier des « Servantes de la Vierge des Pauvres » fondé en 1954 ;
- Don Calabre place ses enfants spirituels sous la protection de la Vierge des Pauvres ;
- Le Père Marcel Roussel, fondateur des Ouvriers Missionnaires de l'Immaculée-Conception (en 1950), place les membres de sa congrégation sous ce patronage) ;
- Le Père Andrea Gasparino du « Mouvement Missionnaire Contemplatif Charles de Foucauld » (fondé en 1951) place lui aussi les membres de sa congrégation sous son patronage.